# Carole Devault
Pour les articles homonymes, voir Devault.
Carole Devault est une célèbre agent de renseignement québécoise. Parfois surnommée la « Mata Hari québécoise »,,, elle a espionné le Front de libération du Québec pour le compte de la section antiterroriste de la police de Montréal. Militante au Parti québécois dans les années 1970, elle a été la maîtresse du futur premier ministre du Québec Jacques Parizeau. Elle a aussi été l'amante de William Johnson, futur président d'Alliance Québec, au début des années 80.

## Biographie
Carole Devault est fille d'une famille bourgeoise et a étudié au Collège Regina Assumpta. En 1970, Devault est étudiante en histoire à l'Université du Québec à Montréal (UQAM) et bénévole pour le Parti québécois. Elle rencontre alors Jacques Parizeau et entame une relation amoureuse avec lui, malgré le fait qu'il soit marié à Alice Parizeau. Jacques Parizeau obtient bientôt un emploi à Devault à la société Caloil. Lors de la crise d’Octobre, avec le professeur d'histoire à l'UQAM Robert Comeau, elle fait partie d'un groupe qui organise un vol à la Caloil pour financer la cellule Libération, qui détient l'otage James Richard Cross.
La veille du vol prévu, Devault panique, et téléphone à Jacques Parizeau pour lui demander conseil. Alice Parizeau lui répond, et Devault l'informe du complot. Alice Parizeau lui conseille alors de se confier à la police, puisqu'elle craint que l'histoire ne devienne une affaire politique, si révélée. Le lendemain matin, Devault entre dans un poste de police, et rencontre le lieutenant-détective Julien Giguère. Elle est alors recrutée par la Section antiterroriste de la police de Montréal. Son matricule est « SAT 945-171 ». Son nom de code est « Poupette ». Elle espionne le FLQ pendant les années qui suivent. Quelques années plus tard, elle est témoin à la Commission Keable, qui enquête sur les actions de la police pendant cette période.

## Rôle
Selon Giguère, son superviseur pendant la crise d'Octobre, l'apport de Devault a été très important dans la lutte au FLQ. C'est elle qui aurait permis de confirmer l'endroit où se trouvait James Richard Cross, après que la Gendarmerie royale du Canada ait cerné l'appartement où il était séquestré. Ensuite, elle aurait aidé la police à démanteler plusieurs cellules en formation. Selon Comeau, au contraire, Devault l'a sans cesse harcelé pendant deux ans pour relancer des actions illégales, ce qui le porte à affirmer qu'elle a servi la volonté de la police de « [créer] un faux FLQ, de façon à justifier les moyens de répression, à augmenter ses budgets et à discréditer l'option souverainiste. »

## Œuvres
- Carole De Vault, Toute la vérité: les confessions de l'Agent S.A.T. 945-171, Montréal, Stanké, 1981, 345 p. (ISBN 978-2760401594)